# 涂料工业杂志
《涂料工业》是中国涂料行业创刊最早，发行量最大的专业期刊，荣获四核心证书。由中海油常州涂料化工研究院和中国化工学会涂料涂装专业委员会主办，《涂料工业》编辑部发行。

## 历史沿革
《涂料工业》杂志最初为《涂料技术报导》，创刊于1959年的天津。1961年更名《涂料技术资料》。1963年再次更名为《涂料技术资料（涂料专业分册）》。1970年正式更名为《涂料工业》。2001年被国家新闻出版总署授予“中国期刊方阵双效期刊”。2004年起入编中文核心期刊要目总览，同年起被中国科学技术信息研究所评定为“中国科技论文统计源期刊”（中国科技核心期刊）。2008年又被中国学术期刊评价委员会、武汉大学中国科学评价研究中心评为“RCCSE中国核心学术期刊”。2009年起被中国科学院文献情报中心收录在中国科学引文数据库（CSCD）来源期刊的核心库中。

## 栏目设置
《涂料工业》杂志作为涂料行业的专业期刊（月刊），每期出版80页，共20多篇精选文章，内容丰富，知识量大，全面反映中国涂料技术发展的最新动态。主要栏目包括：热点专题、探索开发、工业技术、应用技术、HSE、标准检测、综论、专家论坛、百家争鸣、友好往来、高端专访和快讯等。